# Падежи японского языка
В японском языке падежи оформляются послелогами. Определить их точное количество затруднительно, лингвисты выделяют 10-15 падежей.

## Список
Помимо нижеприведённых падежей можно выделить とって и ついて в связке с に.
| Падеж | Название                          | Русский эквивалент                              | Пример                                                                                 | Перевод                                                                               |
| ----- | --------------------------------- | ----------------------------------------------- | -------------------------------------------------------------------------------------- | ------------------------------------------------------------------------------------- |
| は    | Именительный тематический падеж   | Именительный падеж                              | 私はそれについて話しても大丈夫です。                                                   | Для меня нормально говорить об этом.                                                  |
| が    | Именительный рематический падеж   | Именительный падеж                              | お友達がいましたか？                                                                   | У тебя были друзья?                                                                   |
| を    | Винительный падеж                 | Винительный падеж, пассивный залог              | 彼女はお茶を飲みますか？                                                               | Она пьёт чай?                                                                         |
| の    | Притяжательный падеж              | Родительный падеж, адъективация существительных | 私の赤い車はロシアにあります。                                                         | Моя красная машина находится в России.                                                |
| で    | Инструментальный падеж            | Творительный падеж, указание места событий      | それは韓国で起きてることなのでしょうか？                                               | Это происходит в Южной Корее?                                                         |
| に    | Дательный падеж, инессив, локатив | Дательный падеж                                 | 私はインドネシアに住んでいますが、日本に住みたくてお金を貯めて日本語を勉強しています。 | Я живу в Индонезии, но хочу жить в Японии, а потому коплю деньги и учу японский язык. |
| へ    | Аллатив                           |                                                 | 肉屋の方へ行きたいです。                                                               | Я хочу пойти по направлению к мясному магазину.                                       |
| から  | Аблатив                           | —                                               | 車から聞こえませんでしたか？                                                           | Ты не слышал это из машины?                                                           |
| まで  | Иллатив                           | —                                               | 答えを聞くまで帰りません。                                                             | Не отстану, пока не получу ответа!                                                    |
| と    | Комитатив                         | Союз «и» или «с»                                | タミル語は日本語と似ていますね！                                                       | Тамильский и японский языки весьма похожи!                                            |
| や    | Выделительный падеж               | Выделяет отдельные члены предложения            | 私やあなたです！                                                                       | Именно я и ты есть!                                                                   |
| も    | Схожественный падеж               | Тоже, также                                     | 私もアニメが好きです！                                                                 | Я тоже люблю аниме!                                                                   |
| も    | Отрицательный падеж               | Отрицание                                       | だれも、どこも。                                                                       | Никто, нигде.                                                                         |
| より  | Экватив                           | Сравнение                                       | 一昨日より涼しいですね！                                                               | Сейчас прохладнее, чем позавчера!                                                     |